# Wim van Slobbe
Willem Jan (Wim) van Slobbe (Den Haag, 28 december 1925 – Loon op Zand, 8 november 2023) was een Nederlands econoom en ambtenaar. Hij werkte voor de Europese Economische Gemeenschap. Later werd hij directeur bij Koninklijke Hoogovens en commissaris bij Holland Aluminium.

## Levensloop
Wim van Slobbe was de tweede zoon en het jongste kind, na vijf zussen, van de militair Bartholomeus van Slobbe. Na zijn legerdienst studeerde hij economie aan de Universiteit van Tilburg, waar hij in 1954 afstudeerde.
Vanaf 1954 was hij ambtenaar op het Ministerie van Economische Zaken, waar hij zich vanaf 1956 vooral bezighield met de sector atoomenergie. In 1958 werd hij assistent en adjunct-kabinetschef bij EEG-vicevoorzitter en verantwoordelijke voor de landbouwpolitiek, Sicco Mansholt. Hij werkte er nauw samen met kabinetschef Alfred Mozer, die net als Mansholt lid van de PvdA was. De katholiek Van Slobbe werd geacht een breder draagvlak aan het kabinet te verschaffen. Bovendien beschikte hij over de economische kennis die nodig was voor het opstellen van een prijsbeleid. Omdat Mansholt en Mozer zich vooral met de politiek en de pers bezighielden, was Van Slobbe in de praktijk verantwoordelijk voor het functioneren van Mansholts directoraat-generaal en onderhield hij de contacten met de andere directoraten. In deze functie was hij betrokken bij het tot stand komen van het gemeenschappelijk landbouwbeleid van de EEG.
Van Slobbe werd in 1958 lid van de partijraad van de Katholieke Volkspartij (KVP) en in 1959 gekozen in het partijbestuur. Ook was hij lid van verschillende KVP-commissies.
In 1965 stapte Van Slobbe over naar het bedrijfsleven. Hij trad in dienst bij Koninklijke Hoogovens en werd er in 1967 onderdirecteur. In dat jaar maakte hij deel uit van de missie Oyevaar die voor Hoogovens de mogelijkheden verkende in Indonesië. Hij werd directeur deelnemingen en directeur diversificatie bij Hoogovens. Hij was namens Hoogovens commissaris bij Holland Aluminium. In 1985 beëindigde hij zijn beroepsloopbaan.
Van Slobbe trouwde en het echtpaar kreeg verschillende kinderen.

## Publicaties
Van Slobbe schreef artikels over economische, sociale en politieke kwesties.
- W.J. Van Slobbe, 'Some aspects of the common agricultural policy of the E.E.C.', Tijdschr. Economie. 1960 Nr. 4 pp. 417-432

## Eerbetoon
- In 1977 werd hij benoemd tot officier in de Orde van Oranje-Nassau.

## Voetnoten
1. ↑  De Volkskrant d.d. 16 december 1958
2. ↑  "Bestuursraad KVP beslist over vorm jongerenwerk", in: De Volkskrant 25 november 1959, meldt de kandidatuur. "Reorganisatie KVP-jongerenorganisatie een feit", in: De Tijd De Maasbode 14 december 1959, meldt dat alle kandidaten voor het partijbestuur werden gekozen.
3. ↑  De Tijd De Maasbode d.d. 1 mei 1965